# Sécurité sociale de l'alimentation
Pour l’article homonyme, voir Sécurité sociale.
La Sécurité sociale de l'alimentation (SSA) est une réflexion en cours en France, en Belgique, en Suisse et au Luxembourg, portée par différents acteurs de la société civile depuis 2017, sur la création de nouveaux droits sociaux visant à assurer conjointement un droit à l'alimentation, des droits aux paysans / agriculteurs et la protection de l'environnement.
La malnutrition n’est pas qu’un problème des pays pauvres. En France, plus de 8 millions de personnes ont besoin de l'aide alimentaire pour se nourrir. C’est trois fois plus qu’en 2005. Répandue très inégalement selon les classes sociales, cette précarité alimentaire en quantité ou en qualité a des conséquences sur la santé publique, notamment en matière de maladie cardiovasculaire, de cancer, de diabète, de baisse de la fertilité, ou encore de souffrances psychologiques. Le dysfonctionnement du système alimentaire affecte également la rémunération et la santé des agriculteurs, toujours moins nombreux et soumis à une concurrence planétaire plus rude, ainsi qu'à une dégradation de l'environnement (changement climatique, régression et dégradation des sols, effondrement de la biodiversité…)
La proposition de SSA vise à étendre les principes du régime général de la sécurité sociale, fondé en 1946 par Ambroise Croizat, à l'alimentation et à l'agriculture, afin de bâtir une organisation démocratique du système alimentaire. Initiée en 2017 par Ingénieurs sans frontières-Agrista, et portée depuis 2019 par un collectif d’associations regroupant citoyens et professionnels de l’agriculture, de l’alimentation et de l’éducation populaire ; la SSA fait depuis l'objet d'expérimentations locales dans des dizaines de communes en France (Paris, Bordeaux, Montpellier, Cadenet, Gironde…) ainsi que d'une campagne de résistance civile afin d'obtenir sa généralisation (« Riposte alimentaire »).
Ses trois principes fondamentaux sont : l'universalité du droit à l'alimentation, la cotisation sociale, et le conventionnement démocratique. Ainsi, de la même manière qu'ils le font en allant chez le médecin, tous les Français pourront utiliser une Carte Vitale d'alimentation pour se nourrir sainement de manière autonome, auprès des professionnels conventionnés sur des critères environnementaux et sociaux définis démocratiquement par les caisses primaires locales représentant les citoyens. Les producteurs, eux, seraient liés par des contrats pluriannuels avec un prix établi à partir de leur coût de revient et des volumes garantis. La SSA permettrait ainsi à la fois aux plus modestes de mieux manger, aux agriculteurs de mieux vivre de leur métier, tout en réorientant le modèle agricole vers une agroécologie, créant un cercle vertueux.

## Contexte
La proposition de Sécurité sociale de l'alimentation (SSA) nait du constat que, d'un côté, l'agriculture surproduit sans rémunérer suffisamment ses travailleurs ; de l’autre, le nombre de bénéficiaires de l'aide alimentaire explose. Bénédicte Bonzi, anthropologue et autrice de La France qui a faim (Seuil), constate que « le système alimentaire, de la production jusqu’à la consommation, dysfonctionne complètement, il ne répond à aucune des promesses qui ont été faites », à commencer par celle de nourrir correctement les Français. Alors « redevenir un pays nourricier [et bâtir une] souveraineté alimentaire » renouvelée ne se feront, selon elle, qu’au prix d’un « exercice démocratique de chacun et chacune » afin de transformer l'ensemble du système alimentaire.

### Malnutrition et précarité alimentaire
La malnutrition n’est pas qu’un problème des pays pauvres. En France, en 2021, plus de 8 millions de personnes, c'est-à-dire près de 12% de la population, ont besoin de l'aide alimentaire pour se nourrir. C’est trois fois plus qu’en 2005,. La crise sanitaire a fait exploser la précarité alimentaire, mais, avant même la Pandémie de Covid-19, 5 millions de Français dépendaient déjà de l’aide alimentaire. Le phénomène est probablement sous-estimé, car le nombre citoyen en situation d’insécurité alimentaire dépasse largement celui des seuls bénéficiaires de l’aide alimentaire : selon une étude publiée en mai 2023 par le Centre de recherche pour l'étude et l'observation des conditions de vie (Crédoc), 16 % des Français ne mangent pas à leur faim,. Le phénomène est également attisé par la forte inflation : les prix de l’alimentation ont progressé de 15,9 % entre mars 2022 et mars 2023, selon l’Insee. De plus, l'aide alimentaire ne fournit pas un panier équilibré et choisi et les associations sont débordées.
Les limites du concept de consom'acteur sont visibles : cette croyance, selon laquelle les consommateurs détiendraient tous les pouvoirs pour accélérer la transition agricole vers des méthodes de production durable, car il leur suffirait de choisir mieux leurs achats, se heurte aux fins de mois difficiles qui rendent les achats engagés impossibles. D'après Benjamin Sèze, auteur de Quand bien manger devient un luxe, il y a une illusion de choix : « De nombreux ménages font des choix qui ne sont pas dictés d’abord par leurs besoins ou envie de ce qu'ils voient en rayon, mais par leurs moyens. C’est une fausse démocratie par le portefeuille ». La Sécurité sociale alimentaire permettrait selon lui « d’inverser la tendance » et d’influer sur l’offre, grâce à un système de citoyens tirés au sort, qui pourraient décider des produits conventionnés et transformer complètement le système alimentaire.

#### Conséquences en matière de santé publique
Qui plus est, il est maintenant connu qu'une mauvaise alimentation accroît les risques de maladie cardiovasculaire, de cancer ou encore de diabète. L’obésité touche 17 % de la population adulte (8,5 millions d'individus) et est très inégalement répandue selon la classe sociale des individus. Ainsi, d’après une étude du ministère de la Santé, dès l’âge de 6 ans, les enfants d’ouvriers sont quatre fois plus touchés par l’obésité que les enfants de cadres,. De même, plus la classe sociale et le niveau de diplôme sont élevés, plus la consommation d’aliments issus de l’agriculture biologique comme celle de fruits et de légumes sont importantes. Cette violence alimentaire s’exerce sur les corps et entraîne également des souffrances psychologiques « plus difficiles à identifier, sournoises car distillées dans le temps ».
Cependant, une alimentation diversifiée et en quantité adaptée ne suffit pas, encore faut-il qu’elle soit de bonne qualité. Or les résidus de pesticides sur les aliments ont des effets néfastes sur la santé et constituent des facteurs de risque pour les consommateurs, comme une baisse de la fertilité. Mais les pesticides sont également et avant tout nocifs pour les agriculteurs, chez qui le risque de cancer est considérablement accru par leur utilisation.

#### Limites de l'aide alimentaire
Le nombre de bénéficiaires de l'aide alimentaire a explosé. Quand Coluche lançait son appel et les Relais du cœur en 1985, cette aide alimentaire était alors conçue comme exceptionnelle, répondant à une urgence. Trente-cinq ans après, elle s’est institutionnalisée. D'une façon générale, la réponse actuelle pour tenter d'améliorer l'accès à l'alimentation s’inscrit dans des politiques sociales de soutien aux plus pauvres qui reposent sur cette filière de l'aide alimentaire. Or, si l’aide d’urgence classique permet à nombre de foyers de survivre, elle perpétue aussi un fonctionnement oppressif au sein duquel les personnes n'ont peu ou pas le choix des produits, du moment et du lieu de leur collecte. Un « marché de la faim » que dénonce la chercheuse Bénédicte Bonzi, docteure en anthropologie sociale et auteure de La France qui a faim (Seuil, mars 2023). De plus, l’aide alimentaire provient de dons, dont 95 % de l’agro-industrie qui l’utilise, au passage, pour défiscaliser,. En 2019, un rapport de l’Inspection générale des affaires sociales (IGAS), fustigeait la complexité de l’aide alimentaire et la qualité même des produits auxquels elle permet d’accéder.

### Mal-être des agriculteurs
Le système agricole surproduit sans rémunérer suffisamment ses travailleurs. Un tiers des agriculteurs perçoivent moins de 350 € par mois en 2016, selon la Mutualité sociale agricole. Un sur cinq n’a dégagé aucun revenu en 2017 selon l’Insee. Selon la Dares, liée au ministère du Travail, dans dix ans, la France devrait compter 40 000 agriculteurs de moins, alors qu’ils ne représentent déjà plus que 2 % de la population active. Dans le même temps, notre autonomie alimentaire ne cesse de reculer : les importations françaises ont bondi de 87 % en dix ans. En outre, les agriculteurs sont mis en concurrence à l'échelle planétaire, pour produire à moindre coût. Selon l'agronome Mathieu Dalmais, il est possible de sortir de cette pression de la compétitivité en « socialisant l’agriculture et l’alimentation ».

### Crise écologique
Les pesticides ont un impact majeur sur le déclin des populations d'oiseaux et d'insectes, mais les ventes de produits issus de l'agriculture biologique — qui représente une alternative moins polluante — sont en baisse, et restent de toute façon très minoritaires en France (6 %) compte tenu du coût des produits biologiques. La Sécurité sociale de l’alimentation, en fléchant les produits conventionnés, permettrait d’encourager la filière bio et les enseignes qui promeuvent une agriculture durable.

## Histoire

### Fondation du collectif
Réunies en 2019 à l'initiative d'Ingénieurs sans frontières-Agrista, qui a commencé à travailler sur ce projet en 2017, un bouquet d’associations et de collectifs regroupant citoyens et professionnels de l’agriculture, de l’alimentation et de l’éducation populaire, créent le Collectif pour une Sécurité sociale de l'alimentation,. On y retrouve différents acteurs de la société civile comme ISF-Agrista, le Réseau salariat, le Réseau Civam, la Confédération paysanne, le Collectif démocratie alimentaire, les Amis de la Confédération paysanne, L'Atelier Paysan, VRAC, le Collectif les pieds dans le plat, les Greniers d'abondance, le Réseau GRAP. Le Mouvement interrégional des AMAP, l'Ardeur, Mutuale, l'Ufal et le Secours catholique suivent également les travaux. Le terme « sécurité sociale de l'alimentation » est alors préféré par le collectif à celui de « sécurité sociale alimentaire » car le projet n'est pas une réforme de l'aide alimentaire, et ne compte pas se cantonner à l'alimentaire « de base » mais bien à toute l'alimentation.

### Popularisation de la SSA
Ces travaux ont fait l'objet de la publication d'une tribune dans Reporterre, de différents articles et ouvrage (voir la section bibliographie), en plus de nombreux articles de presse sur le sujet,,,,,,,,,,, et d'un débat à l'Assemblée nationale ou encore d'ateliers et de conférences gesticulées. Elle gagne du terrain en France. Plusieurs autres organisations politiques s'intéressent à ces travaux,, et le collectif pour la SSA s’emploie à faire de l’éducation populaire sur ces questions.
Depuis quelques années, la sécurité sociale de l'alimentation voit grandir l'intérêt qui lui est portée,,. Plusieurs candidats aux dernières élections municipales ont fait savoir qu’ils souhaitaient « expérimenter » une sécurité sociale de l’alimentation sur leur territoire, à l’image de la liste de gauche « Villeurbanne en commun » qui a emporté la mairie (150 000 habitants). Une audition du collectif en ce sens s’est aussi tenue mi-2020 au conseil économique, social et environnemental de Nouvelle-Aquitaine, pour une possible expérimentation locale. En 2022, le Conseil national de l’alimentation (CNA), une instance consultative indépendante auprès des ministères concernés par le sujet, a proposé d'expérimenter la mise en place d’une sécurité sociale de l’alimentation afin d'aller vers une « démocratie alimentaire » et réduire  la précarité alimentaire,. Des élus travaillent également sur une loi cadre pour expérimenter en grandeur nature ce projet.
Le 28 janvier 2024 est lancé un mouvement de désobéissance civile nommé « Riposte alimentaire » qui demande la mise en place de la sécurité sociale de l'alimentation. La campagne est lancée par un jet de soupe sur La Joconde,.

## Principes
Les trois principes fondamentaux de la Sécurité sociale de l'alimentation sont,,,,, :
- L'Universalité du droit à l'alimentation. C'est-à-dire que tous les citoyens se voient attribuer un droit à l'Alimentation comparable à celui décrit par l'ONU. Cela se traduit concrètement par une carte contenant une somme d'argent socialisée pour tous de la naissance à la mort. On trouve souvent la valeur de 150 euros par mois et par personne.
- La Cotisation sociale à taux unique est l'outil de financement de façon analogue à ce qui est fait pour la santé.
- Le Conventionnement démocratique est le dernier principe. Il consiste en une prise en main directe du citoyen sur les normes de production via le conventionnement ou l'exclusion du conventionnement de certains acteurs en fonctions de leurs pratiques. C'est par ce contrôle que les citoyens peuvent modifier les externalités environnementales de production tout en protégeant les producteurs.

## Proposition détaillée
Cette réflexion part du double constat fondamental que seul un travail simultané sur le droit à l'alimentation, les droits des producteurs et le respect de l'environnement permettront de répondre aux multiples enjeux économiques, sociaux et environnementaux des productions agricoles et alimentaires, et de transformer durablement les conditions de production de l'alimentation humaine. Et que le seul moyen durable pour atteindre et assurer un fonctionnement résilient du droit à l'alimentation, les droits des producteurs et le respect de l'environnement se trouve dans une organisation démocratique du système alimentaire. Elle reprend ainsi la notion de souveraineté alimentaire.

### Extension de la Sécurité sociale
L’idée de la Sécurité sociale de l’alimentation s’inspire de cette idée folle que fut celle de la « Sécu ». Soit assurer pour tous et toutes des soins de qualité, abordables, en demandant à chacune et chacun de cotiser. C’était l’esprit des « jours heureux », le programme ambitieux du Conseil National de la Résistance au sortir de la Seconde Guerre mondiale, alors que l’économie était pourtant à terre. L'idée est donc de refaire la même chose pour l'alimentation, en ouvrant une nouvelle branche de la sécurité sociale ou plus exactement en intégrant l'alimentation et l'agriculture dans le régime général de la sécurité sociale,,. Le collectif s'est inspiré du fonctionnement de ce régime mis en place entre 1946 et 1967 et en reprend les trois principes : l'universalité de l'accès, le conventionnement démocratique et la cotisation sociale,.
Le collectif pour la SSA entend cependant éviter deux biais qui ont selon lui fragilisé le système de sécurité sociale : la reprise en main par l’État et le désengagement financier. Au départ, les caisses étaient gérées par un collège réunissant des représentants des syndicats de travailleurs, majoritaires, et des représentants des organisations patronales. Dès 1958, l’État reprend une partie de la gestion des caisses : les directeurs ne sont plus élus mais nommés par les préfets. Puis l’État impose le paritarisme : la gestion est confiée à parts égales aux organisations patronales et de salariés. Côté financement, le taux de cotisation, à la charge à la fois de l’employeur et du salarié, augmente jusqu’en 1979 avant d’être figé, puis diminue au gré des diverses exonérations dont le but affiché est d'accroître la compétitivité des entreprises, jusqu’à creuser le « trou de la Sécu ».

### Carte Vitale d'alimentation créditée de 150 euros par mois
Le but de la sécurité sociale de l'alimentation est de mettre un terme à la faim et permettre à tous d’accéder à des produits alimentaires de qualité. L'idée est donc d'allouer 150 euros par mois et par personne – cette somme serait versée aux parents pour les mineurs – « pour acheter des aliments à des producteurs et structures conventionnés », financé par une cotisation sociale de 12,6 % sur les salaires, comme pour la sécurité sociale,,,. Ainsi, de la même manière qu'ils le font en allant chez le médecin, tous les Français pourront utiliser une carte vitale d'alimentation pour payer des produits locaux et de saison,, pour se nourrir sainement de manière autonome. Soit des aliments de qualité et durables, qui ne seraient pas issus de l’agro-industrie, ultratransformés, délétères pour l’environnement comme pour les conditions d’existence des producteurs. À l’image de la « sécu », qui garantit un accès aux soins pour tous, la « sécurité sociale de l’alimentation » serait éminemment solidaire : chacun cotiserait selon ses moyens pour permettre aux familles les plus pauvres de subvenir a minima à leurs besoins.
Le montant de 150 euros est un « minimum » que l’on retrouve dans les milieux de l’aide alimentaire ou de l’accueil d’urgence, où cinq euros par jour sont alloués à un ou une bénéficiaire par les structures caritatives quand elles ne peuvent pas fournir de nourriture. Ce montant reste cependant insuffisant pour s’alimenter confortablement, la moyenne de consommation alimentaire des Français étant d’environ 225 euros par mois et par personne, hors boisson et restauration en dehors du domicile. Si le projet de sécurité sociale de l’alimentation aboutit, les initiateurs aimeraient augmenter ce montant. Celui-ci pourrait aussi être pondéré en fonction du lieu de vie, tant le prix de l’alimentation varie géographiquement.

### Conventionnement démocratique et financement

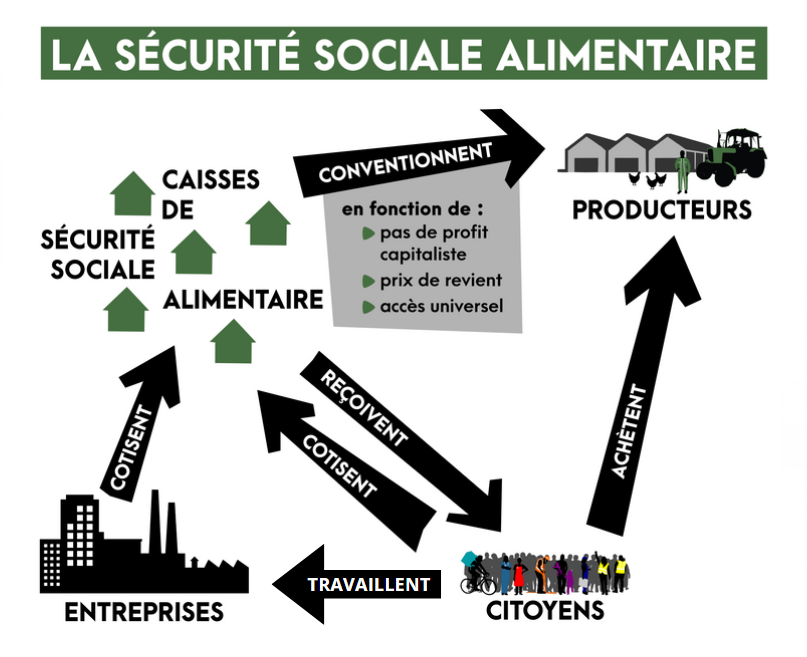
Fonctionnement de la sécurité sociale de l'alimentation

Comme pour la Sécurité sociale, le système serait administré par des caisses primaires locales, au sein desquelles se retrouveraient des consommateurs, des producteurs, des travailleurs, des élus ou des citoyens tirés au sort, chargés de conventionner les endroits, correspondant à un certain nombre de critères environnementaux et sociaux, définis démocratiquement, où cet argent pourrait être dépensé,,. Chaque caisse primaire locale couvrira environ 15 000 à 20 000 personnes, afin de rester au plus proche du contexte agricole et alimentaire local. Les produits conventionnés ne seront pas uniquement des produits frais. Ils devront répondre aux besoins des préférences alimentaires spécifiques (sans porc, végétarien, non allergènes, etc.). Les 150 euros doivent aussi permettre d’acheter des produits transformés ou d’accéder à la restauration collective publique (cantines, restaurants universitaires). Un produit importé d’Europe ou d’ailleurs dans le monde pourra aussi être conventionné si les citoyens de la caisse le décident.
Pour financer le dispositif, les initiateurs proposent une cotisation sociale de 12,6 % qui pourrait être prélevée sur le salaire ou le revenu brut, comme pour l’assurance maladie ou chômage,. Cette cotisation implique une baisse du revenu net qui serait cependant compensée par le versement des 150 euros par mois, à dépenser uniquement pour une alimentation conventionnée. Le budget mensuel dédié de 150 euros par mois et par personne, qui représente un budget de 120 milliards d'euros par an (soit la moitié de l’ensemble de la consommation alimentaire, ou encore la moitié de l’objectif national des dépenses d’assurance maladie pour 2022), serait sanctuarisé, et intégré dans le régime général de sécurité sociale,. Afin de réduire les inégalités, des membres du collectif plaident pour que la mise en place de cette cotisation soit couplée à une augmentation des salaires bruts, au moins pour les bas salaires. Une autre piste de financement est d’asseoir une partie de cette cotisation sur le profit des entreprises.

### Revenus et statuts des producteurs
Les producteurs, eux, seraient liés par des contrats pluriannuels avec un prix établi à partir de leur coût de revient et des volumes garantis. Un cahier des charges de « bonnes pratiques » pourra être réalisé avec les éleveurs mais aussi les abattoirs et magasins. Les prix des produits nationaux conventionnés seront décidés avec les caisses, au regard de leur coût de revient et en vue d’assurer un revenu « juste » et « décent » aux travailleurs le long de la filière de production. Les conditions de travail dans le secteur agro-alimentaire font partie des points sur lesquels des discussions seront engagées. Le collectif pour la SSA a d’ores et déjà pris des contacts avec les syndicats du secteur.
Deux statuts sont envisagés. Le producteur peut rester indépendant mais avec un prix rémunérateur et des volumes garantis. L’autre possibilité est que le producteur devienne salarié de la caisse, c'est-à-dire titulaire d'un salaire à la qualification personnelle, dans l’hypothèse où l’ensemble de sa production répondrait aux critères fixés,. Le Réseau salariat voit là une manière d’instaurer une sécurité de l’emploi pour ces personnes : le versement du salaire par la caisse devenant dès lors indépendant de la production, pour être rattaché directement à la personne des producteurs d'alimentation en fonction de leur qualification. Cela revient à généraliser le fonctionnement initial des Associations pour le maintien d'une agriculture paysanne (AMAP), qui approvisionnent actuellement[Quand ?] plus de 300 000 personnes en France, selon l’association Urgenci. La rémunération du travail des paysans y est mensualisée, et divisée par le nombre de paniers vendus, indépendamment de la production réalisée.

### Transformer le système de production
Selon le collectif, la sécurité sociale de l'alimentation est un levier économique permettant de transformer le système agricole en soutenant la population pour acheter mieux, afin de soutenir une agriculture plus durable, en entrant dans un cercle vertueux,,,. Elle permettrait ainsi à la fois aux plus modestes de manger des produits sains, aux agriculteurs de mieux vivre de leur métier, tout en améliorant les pratiques culturales et d'élevage pour faire une agriculture qui soit une alliée contre le changement climatique et la préservation de la biodiversité.

## Expérimentations
En 2022, une expérimentation de sécurité sociale de l'alimentation voit le jour à Dieulefit (Drôme),. En 2023, des expérimentations ont lieu en Gironde, à Toulouse, à Strasbourg, à Clermont-Ferrand, à Valence, à Montpellier,, à Paris ou encore à Cadenet (Vaucluse) ; tandis que Grenoble, Saint-Étienne et des dizaines d'autres communes partout en France préparent des caisses alimentaires ou des initiatives similaires, listées par le collectif,. L'idée de la SSA est également reprise en Belgique depuis 2021 et des expérimentations y sont menées notamment à Schaerbeek (Région bruxelloise) et en région wallone.
Le collectif pour une SSA répertorie 27 expérimentations, aux fonctionnements différents. Selon les expérimentations, les conventionnements des points de ventes reposent sur différents critères, comme la qualité des produits, leur écoresponsabilité ou encore l’accessibilité géographique et financière. Tout l’enjeu est désormais de savoir si ces différentes expérimentations parviendront à réunir suffisamment largement, pour que le système soit porté au niveau national.

### Montpellier
Le 28 janvier 2023 à Montpellier, plusieurs centaines de personnes assistent au lancement d’une « caisse alimentaire commune » lors d’une soirée dans une salle municipale. La ville fait le choix d'une cotisation volontaire qui oscille en moyenne autour de 60 et 70 euros pour un crédit mensuel de 100 euros, certaines personnes ne cotisant qu'à hauteur de 1 euro. La « caisse alimentaire commune », complétée par des subventions publiques et privées, permet à 400 habitants volontaires et représentatifs de la population de la métropole en matière d'âge et de revenus, de payer leurs achats via une monnaie locale, la MonA, dans des lieux de distribution alimentaires conventionnés par un comité de 47 citoyens (épiceries, magasins bio, supermarché coopératif, marchés de producteurs),,. Cette expérimentation, lancée sous l’égide du collectif d’associations Territoires à vivres avec la ville et la métropole qui regroupe 25 structures, doit durer jusqu’à l’été 2024,. À l’issue de cette expérimentation, le retour sur expérience sera effectué par les chercheurs partenaires. Si elle s’avère positive, cette caisse alimentaire commune pourrait être généralisée à l’ensemble des Montpelliérains. Si le recul n'est pas encore suffisant pour mesurer l'impact, des vertus sont déjà visibles pour les commerces participants.

### Cadenet
À Cadenet, un village de 5 000 habitants dans le Vaucluse, l'association fondatrice « Au maquis » travaille sur l'aspect démocratie locale pour choisir les acteurs à conventionner. Grâce à une subvention de la Fondation de France, une trentaine de familles sont dotées de 150 € début 2023. Comme pour les médicaments, leurs achats sont remboursés soit à 100 %, pour certains produits bio et locaux, soit à 70 %, soit à 35 %,.

### Paris
Le 15 novembre 2023, le conseil de Paris vote l'extension de l'expérimentation pour septembre 2024 au 14e arrondissement, au 18e et au 20e. Le budget alloué est de 100 € par mois pour 100 foyers par arrondissement, sur une durée de 4 mois, avec une cotisation moyenne de 40 € par mois par foyer, variant en fonction du revenu. La ville mettra donc 60 euros de subventions pour chaque tranche de 100 euros. Le territoire Grand-Orly Seine Bièvre envisage également d'avancer sur le sujet.

### Bordeaux
À Bordeaux, depuis octobre 2023, l’association  du Centre ressource d'écologie pédagogique de Nouvelle-Acquitaine (Crepaq) et la monnaie locale la Gemme (du nom de la résine du pin maritime présent sur tout le territoire) expérimente la SSA,: 150 étudiants volontaires, tirés au sort sur le campus, reçoivent, contre une cotisation de 10 à 50 euros par mois selon leurs revenus, eux aussi l'équivalent de 100 € en monnaie numérique locale à dépenser dans des magasins conventionnés,,. Le projet privilégie le choix de « commerces tournés vers la transition écologique, vers le respect de l’environnement et du vivant ». Si la SSA n’a pas pour seul objet de juguler la précarité des étudiants, le sujet s’est imposé de lui-même et reste un volet important du projet. Selon une étude de la Fédération des associations générales étudiantes (Fage), première organisation étudiante, rendue publique début janvier 2024, 19 % des étudiants ne mangent pas à leur faim.
L’idée de mettre en place une SSA germe en 2019. Le confinement du printemps 2020 stop le projet, mais il est relancé en 2022. Entre-temps, le Crépaq se rapproche de l’université Bordeaux-Montaigne, qui compte 17 000 étudiants, en y installant deux « frigos zéro gaspi », dans lesquels tout le monde peut entreposer ou prendre les denrées à disposition, selon ses besoins. L’association propose ensuite à la Gemme de se joindre à elle pour ce projet. Yannock Lung, co-président de la Gemme et ancien universitaire, est alors partant pour penser l’expérimentation. La première réunion lançant le projet se tient en octobre 2022, débouchant sur la création d’une caisse locale, le mode de gouvernance de la SSA. On y trouve des étudiants, des associations déjà engagées sur la question alimentaire, des collectivités et des commerçants.
Le Crépaq et la Gemme pilotent le dispositif, au budget global de 200 000 €, financés par des collectivités territoriales, les universités de Bordeaux et des fondations, ainsi que par les cotisations des participants, qui représentent environ 10 % du montant total. À l'issue d'une évaluation en 2024, l'expérimentation pourra être amenée à s'étendre,,. Une étude d'impact sera réalisée par plusieurs chercheurs de l'Université Bordeaux-Montaigne, l'université de Bordeaux, Bordeaux Sciences Agro ou de l'Institut national de recherche pour l'agriculture, l'alimentation et l'environnement (INRAE), sur la base des questionnaires remplis par les étudiants au fil des mois. Caroline Bireau, co-présidente du Crépaq, précise l’état psychologique et matériel des bénéficiaires sera intégré dans cette analyse. Les premières remontées de terrain plaident en ce sens. Pour Dorothée Despagne Gatti, la directrice du Crepaq, le modèle est différent des associations d’aide alimentaire car il « sort du système de don qui a atteint ses limites. Les bénévoles font un travail incroyable. Mais la demande explose et les associations d’aide alimentaire ne suffisent plus ».
Les différents acteurs espèrent parvenir à pérenniser cette expérimentation. Mais pour cela, il faudra mobiliser plus largement la communauté universitaire, notamment les salariés qui seraient susceptibles de cotiser davantage. Cela permettrait de répondre à l’autre nécessité : tendre vers une autonomie plus prononcée, et dépendre moins des acteurs extérieurs pour abonder la caisse.

### Gironde
Une « carte Vitale de l’alimentation » doit être mise en place dès mars 2024 dans quatre territoires de la Gironde, à Bordeaux, Bègles, le Sud Gironde et le pays Foyen, pour une durée d’un an. Le département de la Gironde et la ville de Bordeaux travaillent depuis début 2023 sur ce projet avec l’aide du collectif Acclimat’action qui gère un panel de 40 habitants citoyens associés à la réflexion préalable au lancement, dont les deux tiers d'entre eux sont ou ont été eux-mêmes en situation de précarité alimentaire. Cette carte Vitale permettra d’accéder à des produits locaux identifiés, comme la carte Vitale ouvre droit à des médicaments conventionnés. Le montant alloué n'est pas encore défini à ce stade, mais le collectif national estime qu’il pourrait avoisiner les 150 euros. 400 foyers répartis sur les quatre territoires girondins sont visés, essentiellement un public vulnérable bénéficiaire des minima sociaux,,.

### Schaerbeek
À Bruxelles, dans la commune de Schaerbeek, 70 personnes en précarité ont accès pendant un an, en 2023, à un supermarché coopératif et participatif qui ne propose que des produits de qualité, dénommé la BEES coop. Chaque personne reçoit un solde 150 € par mois. Le projet souligne appétence, le goût, l'envie de ces personnes précaires d'accès à une alimentation de qualité. La consommation est exemplaire au niveau nutritionnel. Le projet montre également l'intérêt de la coopérative comme lieu de socialisation, de valorisation de compétence, et finalement de dignité. L'accompagnement des personnes est central dans le projet, et montre une grande différenciation dans les besoins et les attentes à ce niveau-là. Le projet a été accueilli très positivement autant par les structures porteuses (CPAS et BEES coop) que par les personnes. Une évaluation complète[Laquelle ?] a été menée et le rapport est disponible sur le site du CréaSSA.

### Martelange
Un projet pilote a lieu à Martelange en 2024, dans la province du Luxembourg .

### Suisse
Un collectif suisse souhaite mettre en place une assurance sociale de l’alimentation, sur le modèle de l’AVS. 

### Caisses citoyennes
À côté de ces collectivités, des citoyens montent leurs propres caisses alimentaires autofinancées, comme l’initiative des Baguettes magiques dans le 12e arrondissement de Paris, portée par l’association La Marmite rouge avec une dizaine de boulangeries participantes. Une centaine de personnes cotisent selon leurs moyens pour acheter dix baguettes, qu’elles paieront un prix différent pour assurer à chacun le pouvoir de se nourrir correctement (0,20, 0,80, 1,20, 1,70 ou 2 euros, alors que la baguette est y normalement à 1,10 euro). D’autres initiatives s’en inspirent de très peu, à l’instar de l’épicerie Saveurs en partage, dans le 20e arrondissement de la capitale.

## Analyses
Selon le Conseil national de l'alimentation (CNA) dans un avis publié en 2022, une sixième branche de la Sécurité sociale offrirait notamment « un accès plus digne à l’alimentation », en qualité et en quantité suffisantes. Elle pourrait « accompagner progressivement la sortie de l’aide alimentaire en nature (sauf pour les situations d’urgence), atténuer les disparités territoriales [et] soulagerait le budget santé de la Sécurité sociale ». Des structures agricoles voient également dans cette SSA un soutien durable aux productions françaises et au circuit court. Le Conseil pointe cependant des freins à sa mise en place. En premier lieu, le coût que représenterait cette mesure pour « les finances publiques, les entreprises et les salariés », en pleine inflation. Se pose aussi la question de l’universalité de l’aide : la difficulté de toucher les personnes les plus isolées est soulevée. Le CNA invite dans ses « 15 recommandations clés » à expérimenter la mise en place d’une SSA.
D'après Nicole Darmon, directrice de recherche à l'Institut national de recherche pour l'agriculture, l'alimentation et l'environnement (Inrae), pour aboutir à un modèle plus vertueux en matière sanitaire, écologique et sociale, les pionniers de la sécurité sociale de l'alimentation choisissent non pas de créer une énième offre alternative mais « de proposer une transformation complète du modèle, qui embarque à la fois les producteurs, les distributeurs et les consommateurs ». Elle précise cependant qu'« il faut distinguer le concept et les expérimentations locales qui diffèrent chacune les unes des autres ». De plus, l'impossibilité légale de prélever des cotisations sociales à l'échelle locale rendent nécessaire les subventions pour les expérimentations locales,.
Selon Dominique Paturel, chercheuse à l'Inrae et spécialiste des questions de démocratie alimentaire, la SSA représente un véritable changement de logique par rapport à l'aide alimentaire, car les choix des produits éligibles permettent de réorienter les productions. Autrement dit, il s’agit à travers la SSA de penser ensemble non seulement le droit de tous à l'alimentation, mais aussi les transformations de la production agricole et les droits des paysans.